# Bucephalata
De Bucephalata zijn een onderorde van parasitaire platwormen (Platyhelminthes). 

## Taxonomie
De volgende taxa zijn bij de onderorde ingedeeld:
- Superfamilie Bucephaloidea Yamaguti, 1907
  - Familie Bucephalidae Poche, 1907
  - Familie Nuitrematidae Kurochkin, 1975
- Superfamilie Gymnophalloidea Odhner, 1905
  - Familie Botulisaccidae Yamaguti, 1971
  - Familie Fellodistomidae Nicoll, 1909
  - Familie Gymnophallidae Odhner, 1905
  - Familie Tandanicolidae Johnston, 1927
    - = Monodhelminthidae Dollfus, 1937